# La Balade du Grand Macabre
Pour les articles homonymes, voir Macabre (homonymie).
La Balade du Grand Macabre est une pièce de théâtre écrite en 1934 par Michel de Ghelderode, inspirée par La Farce de la Mort qui faillit trépasser du même auteur.

## Argument
L'histoire se passe dans une contrée fantaisiste, Bruegellande, dans laquelle surgit un étrange personnage, Nekrozotar.
Affirmant être la mort en personne, ayant pour cheval un ivrogne bedonnant prénommé Porprenaz, il annonce à la population la fin du monde prochaine.

## Représentations et adaptations
La pièce a notamment été représentée : 
- en mars 1953 au Théâtre de la Comédie à Lyon, dans une mise en scène de Roger Planchon[1].
- en octobre 1953 au Studio des Champs-Élysées à Paris, dans une mise en scène de René Dupuy[2].
- le 1er octobre 1971 au Théâtre royal du Gymnase à Liège, dans une mise en scène d'Axel Plogstedt et Salvatore Poddine[3].
- en 2006, dans les ruines de l'Abbaye de Villers-la-Ville, dans le cadre de l'été théâtral de Villers-la-Ville.
- en 2012, par le Théâtre de Lichtenberg en Alsace.

Elle a été adaptée en opéra par György Ligeti sous le titre Le Grand Macabre,.

## Éditions
- La Balade du Grand Macabre, farce pour rhétoriciens, Bruxelles, éditions Tréteaux, 1935, 118 p.
- La balade du Grand Macabre, préface de Guy Goffette, édition établie et annotée par Jacqueline Blancart-Cassou, Paris, Gallimard (coll. « Folio. Théâtre », no  79), 2002, 234 p.  (ISBN 2-07-041656-9)[6]